# Гуртовой, Василий Моисеевич
Васи́лий Моисе́евич Гуртово́й (укр. Василь Мусійович Гуртовий; 9 января 1927—23 апреля 2004) — председатель колхоза имени Ленина Знаменского района Кировоградской области. Герой Социалистического Труда (1977). Депутат Верховного Совета УССР 10—11 созывов.

## Биография
Родился 9 января 1927 года в селе Ивангород, в крестьянской семье.
В 1934 году окончил Черкасский дорожно-строительный техникум.
С 1948 года работал агрономом в совхозах системы Министерства пищевой промышленности Украинской ССР. 
В 1952 году окончил Белоцерковский сельскохозяйственный техникум. 
Работал в совхозе Капитановского сахарного комбината Кировоградской области.
С 1959 по 1966 год — управляющий Новоромановским участком Саблино-Знаменского сахарного комбината Кировоградской области. 
В 1963 году вступил в КПСС.
С 1966 года — председатель колхоза имени Ленина села Субботцы Знаменского района Кировоградской области.
После выхода на пенсию проживал в Кировограде, где умер 23 апреля 2004 года.

## Награды
- Герой Социалистического Труда — указом Президиума Верховного Совета СССР от 22 декабря 1979 года[1];
- Трижды Орден Ленина[1];
- Орден Октябрьской Революции[1];
- Орден Дружбы народов;
- Орден Отечественной войны 2-й степени;
- Заслуженный работник сельского хозяйства Украинской ССР[1].

## Другие источники
- Депутати Верховної Ради УРСР. 11-е скликання. — 1985 р.